# Euclides Nicolau Kliemann
Euclydes Nicolau Kliemann (Santa Cruz do Sul, 15 de março de 1922 – Santa Cruz do Sul, 31 de agosto de 1963) foi um político brasileiro.
Filho caçula do empresário de beneficiamento de fumo João Nicolau Kliemann e de Francisca Josefa Etges.
Formado em Técnico em Contabilidade pelo Colégio Marista São Luis, na década de 1940, mudou-se para Porto Alegre, para estudar economia na Pontifícia Universidade Católica do Rio Grande do Sul. Após a formatura retornou para Santa Cruz e casou com Margit Irene Mailaender.
Foi um dos fundadores do Sport Club Corinthians em Santa Cruz do Sul, onde ocupou a diretoria e promoveu o basquete e o vôlei na cidade.
Foi eleito, em 3 de outubro de 1954, deputado estadual, pelo PSD, para a 40ª e 41ª Legislaturas da Assembleia Legislativa do Rio Grande do Sul. Na Assembleia ocupou o cargo de 2° vice-presidente e foi líder da bancada do PSD estadual.
Sua esposa foi assassinada em 20 de junho de 1962, no mesmo dia em que completavam 18 anos de casamento. Seu corpo foi encontrado caído de bruços com a face desfigurada, indicando que sofrera pancadas no rosto. A polícia nunca desvendou o homicídio, porém Kliemann foi considerado um dos principais suspeitos, já que possuía um álibi fraco: estava com seu irmão mais velho, João Lauro Kliemann, empresário do setor farmacêutico de Porto Alegre, no momento do assassinato.
Morreu assassinado em agosto de 1963, um ano e dois meses depois da esposa, nas dependências da  Rádio Santa Cruz, em Santa Cruz do Sul, durante transmissão ao vivo, após uma briga com o vereador Floriano Peixoto Karan Menezes, do PTB, que o havia provocado numa entrevista sobre o assassinato de sua esposa.
Karan de Menezes foi absolvido no primeiro julgamento, quando foi defendido pelo jovem advogado Pedro Simon, e condensado, em 2° julgamento no ano de 1965, a seis anos e seis meses em regime fechado, mas ficou pouquíssimo tempo na cadeia.